# Team Fortress Classic
Team Fortress Classic, også kendt som Team Fortress 1.5, er et computerspil, udgivet af Valve ,der udkom kort efter det originale Half-Life.
I Team Fortress classic kæmper rødt hold mod blåt hold på flere forskellige baner om enten at hente hinandens ”efterretninger” (grundlæggende er det ”Capture the Flag”) eller at indtage steder/positioner (Control points) på banen. Der er ni figurer, som man kan spille som; Scout, Soldier, Pyro, Demoman, Heavy, Engineer, Medic, Sniper og Spy [kilde mangler].